# Meticilin-rezistentní zlatý stafylokok
Meticilin-rezistentní zlatý stafylokok (Meticilin-rezistentní Staphylococcus aureus, MRSA) je bakterie odpovědná za obtížně léčitelné infekce u lidí a zvířat. Označuje se také jako multirezistentní zlatý stafylokok nebo oxacilin-rezistentní zlatý stafylokok (oxacilin-rezistentní Staphylococcus aureus, ORSA). Jako MRSA jsou označeny kmeny Staphylococcus aureus, které vykazují minimální inhibiční koncentraci (MIC) pro meticilin ≥ 4 mg/l. Tyto kmeny jsou kromě meticilinu rezistentní i vůči ostatním antibiotikům z velké skupiny beta-laktamů, mezi něž patří peniciliny a cefalosporiny.
MRSA se často rozděluje do podkategorií komunitní MRSA (Community-Associated MRSA, CA-MRSA) nebo nozokomiální (nemocniční) MRSA (Hospital-Acquired MRSA, HA-MRSA), byť v současnosti je takové rozlišování již složité, protože dochází k prolínání těchto dvou skupin. Někdo definuje CA-MRSA podle kritérií souvisejících s pacienty trpícími infekcí MRSA, kdežto jiní autoři používají definici podle genetických charakteristik samotné bakterie. Kmeny CA-MRSA byly poprvé hlášeny koncem 90. let 20. století. Tyto případy byly definovány tím, že pacienti v době infekce těmito bakteriemi nepobývali ve zdravotnickém zařízení. V několika dalších letech se ukázalo, že infekce CA-MRSA byly způsobovány kmeny MRSA, které se lišily od dříve a lépe studovaných nemocničních kmenů. Nové kmeny CA-MRSA se rychle rozšířily po Spojených státech (např. klon USA300) a staly se nejčastější kožní infekcí, kvůli které lidé vyhledávali lékařskou péči na pohotovostech ve městech. Tyto kmeny také často způsobují kožní infekce u atletů, vězňů a vojáků.
Staphylococcus aureus (zlatý stafylokok) je běžným komenzálem na pokožce a sliznicích přibližně u třetiny lidské populace. Pokud však pronikne těmito přirozenými tělními bariérami, může vyvolat různá onemocnění od lehčích zánětů kůže a sliznic, přes záněty vnitřních orgánů (endokarditida, osteomyelitida atd.) až po život ohrožující sepse a celková selhání organismu. V období před objevením antibiotik měly invazivní infekce způsobené tímto stafylokokem většinou fatální následky. Se zavedením penicilinu do klinické praxe koncem 40. let 20. století výrazně stoupla úspěšnost léčby stafylokokových onemocnění. Toto antibiotikum bylo označeno za "všelék" a začalo být nadměrně a nekontrolovaně používáno. Brzy se však ukázala stinná stránka takového přístupu a objevily se první kmeny rezistentní k penicilinu, a potažmo také ke všem beta-laktamovým antibiotikům. Rezistence je založena na přítomnosti genu blaZ, jehož expresí je produkován enzym beta-laktamáza, který štěpí beta-laktamový kruh v molekule penicilinových antibiotik, a tím je degraduje. Byla proto vyvinuta nová antibiotika na bázi penicilinu odolná vůči degradaci enzymem beta-laktamázou. Jako první z těchto látek byl do klinické praxe v roce 1960 zaveden meticilin (polosyntetická varianta penicilinu). Netrvalo však dlouho a byly izolovány kmeny rezistentní i k tomuto antibiotiku. Tyto kmeny se začaly souhrnně označovat jako meticilin-rezistentní Staphylococcus aureus (MRSA). Začátkem 80. let 20. století došlo k jejich rychlému rozšíření do celé Evropy a také do Spojených států.
MRSA je zvláště problematický u nemocničních (nozokomiálních) infekcí. Pacienti s otevřenými ranami a oslabeným imunitním systémem jsou ve větším riziku infekce než obecná populace. Zaměstnanci nemocnic, kteří nedodržují sanitární procedury, mohou přenášet bakterie z jednoho pacienta na druhého. Návštěvníci u pacientů s infekcí nebo kolonizací MRSA by měli dodržovat zásady izolace používáním příslušných pomůcek, jako jsou rukavice, oděvy a masky. Ti, kteří toto nedodržují, mohou šířit bakterie do dalších prostor nemocnic.

## Laboratorní diagnóza

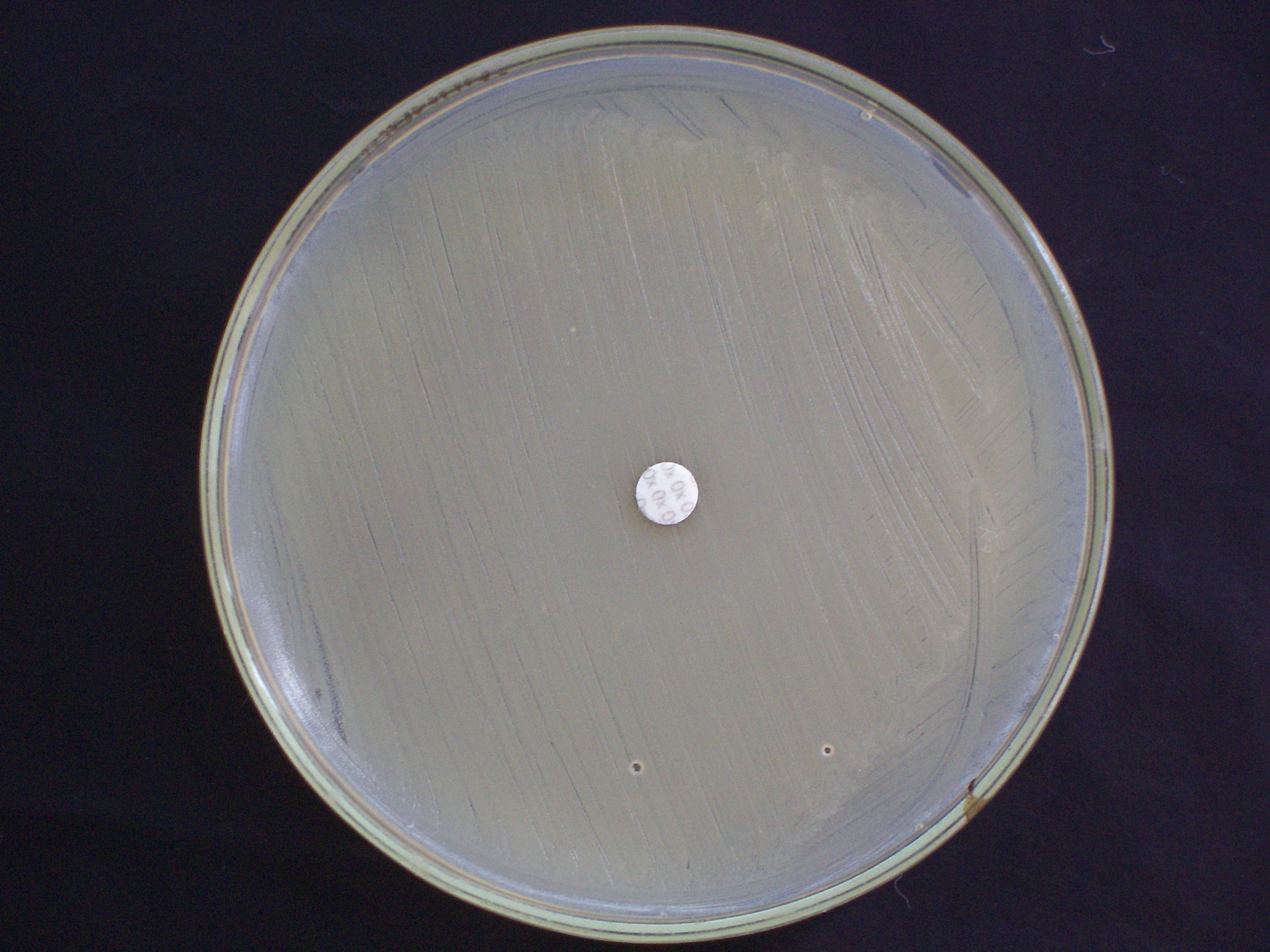
Müller-Hintonův agar s MRSA rezistentním na tabletu oxacilinu

Diagnostické mikrobiologické laboratoře a referenční laboratoře mají při identifikaci infekcí MRSA klíčový význam. Byly vyvinuty nové rychlé techniky identifikace a charakterizace MRSA. Patří mezi ně real-time PCR a kvantitativní PCR a čím dál více se v klinických laboratořích nasazují k detekci a identifikaci kmenů MRSA.
Jiným běžným laboratorním testem je rychlý test aglutinace latexu, který detekuje bílkovinu PBP2a. PBP2a je variantou bílkoviny vázající penicilin a uděluje bakterii S. aureus rezistenci k meticilinu, oxacilinu a dalším penicilinovým antibiotikům.

## Bariérová ochrana personálu
Každý pracovník na daném oddělení (včetně uklízeček, žákyněk, sánitárek, atd.) by měl být poučen minimálně staniční sestrou o bariérové ochraně. Bariérová ochrana zdravotnického pracovníka v případě infekce MRSA zahrnují tyto jednorázové pomůcky: rouška (ústenka), empír, gumové rukavice. Dále by na zemi hned za dveřmi daného pokoje měl být hadr napuštěný dezinfekčním roztokem, který zamezí vynesení infekce na chodbu pomocí obuvi. Přenos přes podlahu je totiž častý. Při odchodu z pokoje se veškeré pomůcky vyhazují do červeného pytle (infekční materiál), který je hned u dveří v pacientově pokoji. Pobyt v infekčním prostředí by se měl omezovat na absolutní minimum. Po opuštění pokoje si každý pracovník dezinfikuje ruce dezinfekcí umístěnou v bezprostřední blízkosti pokoje (na instrumentálním vozíku vedle dveří na chodbě) po dobu minimálně 30 s. Veškerý infekční materiál, který by mohl přijít do styku s touto infekcí, musí být označen nápisem MRSA.